# Malanje
Malanje är huvudorten i provinsen Malanje i Angola. Kommunen beräknades 2020 att ha cirka 600 000 invånare..
Malanje är slutstation för Luandajärnvägen från Angolas huvudstad Luanda.